# گورستان کیسل آبی رشه ده
قبرستان کیسل آبی رشه ده در شهرستان مریوان، ۱۵۰ متری جنوب جاده خاکی رشه ده به عصرآباد واقع شده و این اثر در تاریخ ۲۷ مرداد ۱۳۸۲ با شمارهٔ ثبت ۹۶۲۲ به‌عنوان یکی از آثار ملی ایران به ثبت رسیده است.